# Acanthochondria cyclopsetta
Acanthochondria cyclopsetta är en kräftdjursart som beskrevs av Arthur Sperry Pearse 1952. Acanthochondria cyclopsetta ingår i släktet Acanthochondria och familjen Chondracanthidae. Inga underarter finns listade i Catalogue of Life.